# Asociación de Centros de la Universidad Nacional de Ingeniería
La Asociación de Centros de Estudiantes de la Universidad Nacional de Ingeniería (sigla: ACUNI) es la organización que aglutina a todos los estudiantes matriculados en carreras de pregrado de la Universidad Nacional de Ingeniería (Perú). En la ACUNI están federados los centros de estudiantes de las diferentes facultades de dicha universidad.
Fue fundada en 1913, con lo que se convierte en una de las primeras organizaciones estudiantiles de su tipo en el continente y la primera en el Perú.

## Historia
La Asociación de Centros de la Universidad Nacional de Ingeniería (ACUNI) es la más antigua asociación estudiantil del Perú. Fue fundada el 16 de mayo de 1913, bajo el nombre de Asociación de Estudiantes de Ingeniería (AEI).

## Organización
La ACUNI ha adoptado, a lo largo de su historia, diferentes formas de organización. Actualmente funciona con una mesa directiva elegida en votación universal estudiantil. Los Centros de Estudiantes son la forma de organización en las facultades.